# Мучо, Фатос
Фатос Мучо (алб. Fatos Muço; род. 17 апреля 1949) — албанский шахматист, международный мастер (1982). Тренер ФИДЕ (2016).
Одиннадцатикратный чемпион Албании (1974, 1976—1982, 1984, 1987 и 1989 гг.).
В составе сборной Албании участник шести шахматных олимпиад (1972, 1980, 1982, 1984, 1988, 1990 гг.).

## Изменения рейтинга
| Графики недоступны из-за технических проблем. См. информацию на Фабрикаторе и на mediawiki.org. |